# Филипп III (король Испании)
Фили́пп III (исп. Felipe III, 14 апреля 1578, Мадрид — 31 марта 1621, там же) — король Испании, король Португалии и Алгарве (как Филипп II, порт. Filipe II) с 13 сентября 1598 года.

## Ранняя биография
Родился 14 апреля 1578 года; он был самым младшим сыном короля Филиппа II и его последней жены Анны Австрийской. Его старший брат Дон Карлос был безумным и умер в тюрьме в 1568 году при неизвестных обстоятельствах. У него было три старших родных брата:Фердинанд, Карлос Лоренсо и Диего умерли в детстве. Ему было 2 года, когда умерла его мать. После смерти брата Диего в 1582 году стал наследником престола.
Получил хорошее образование в области латыни, французского и португальского языка, а также астрономии.

## Внутренняя политика

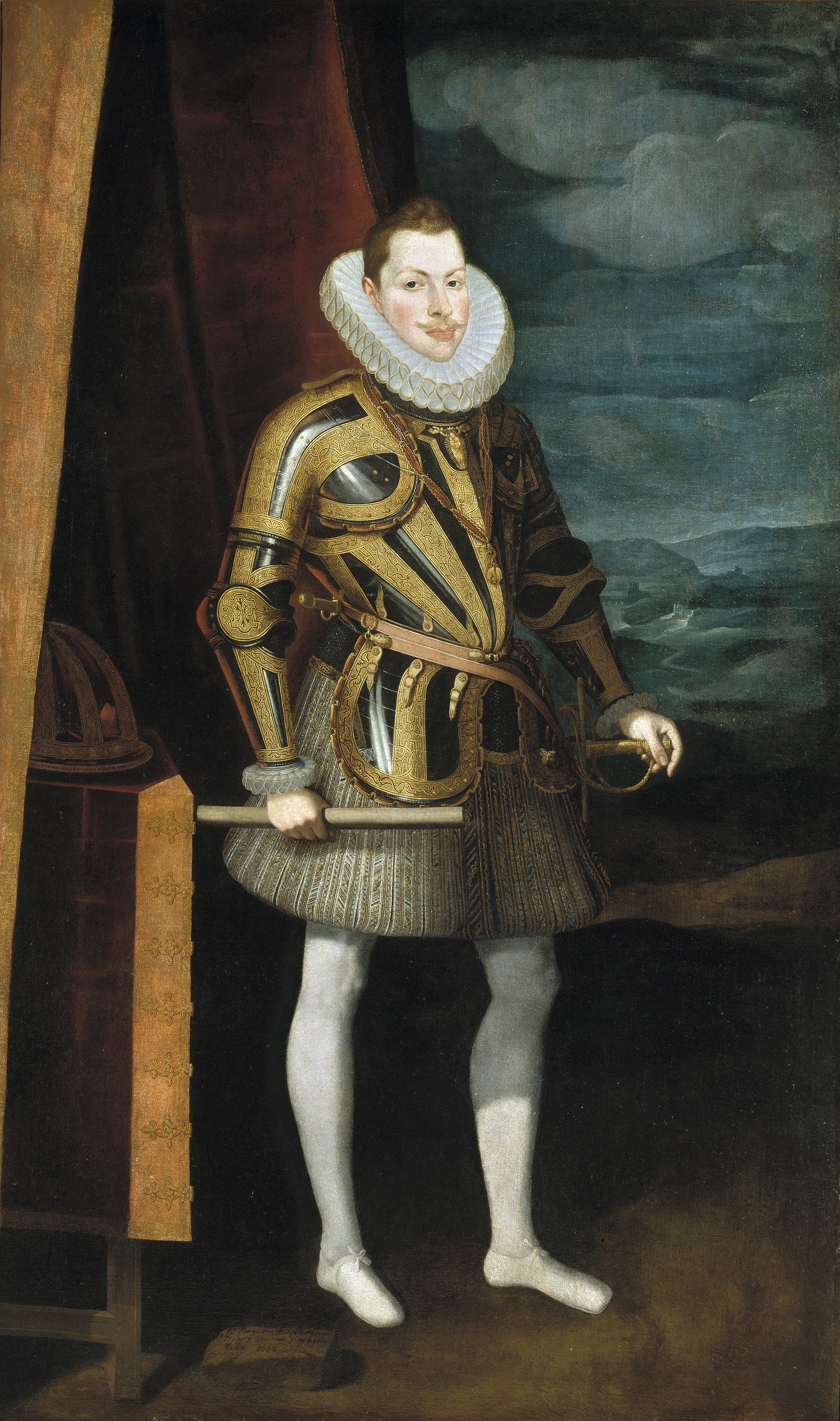
Филипп III Испанский

Король Филипп II умер от продолжительной болезни 13 сентября 1598 года и инфант становится королём. Инертный и суеверный, Филипп окружил себя бездарными министрами, думавшими только о своём обогащении за счёт казны и народа. Наибольшим влиянием пользовался герцог Лерма, облеченный широкими полномочиями, отличавшийся безмерным честолюбием, но не обладавший способностями государственного человека.
Герцог Лерма, пользуясь влиянием при дворе, отправил в отставку многих советников предыдущего короля, как своих недоброжелателей. В 1599 году король назначил его вице-королём Португалии.
Огромный государственный долг (более 140 млн дукатов), унаследованный Филиппом от отца, постепенно возрастал, между тем как источники доходов все более иссякали, народ беднел вследствие дурной администрации и вымогательств фискальных чиновников, а двор утопал в безумной роскоши. В 1612 году общая сумма доходов со всех обширных владений испанской короны не превышала 27 411 415 дукатов.

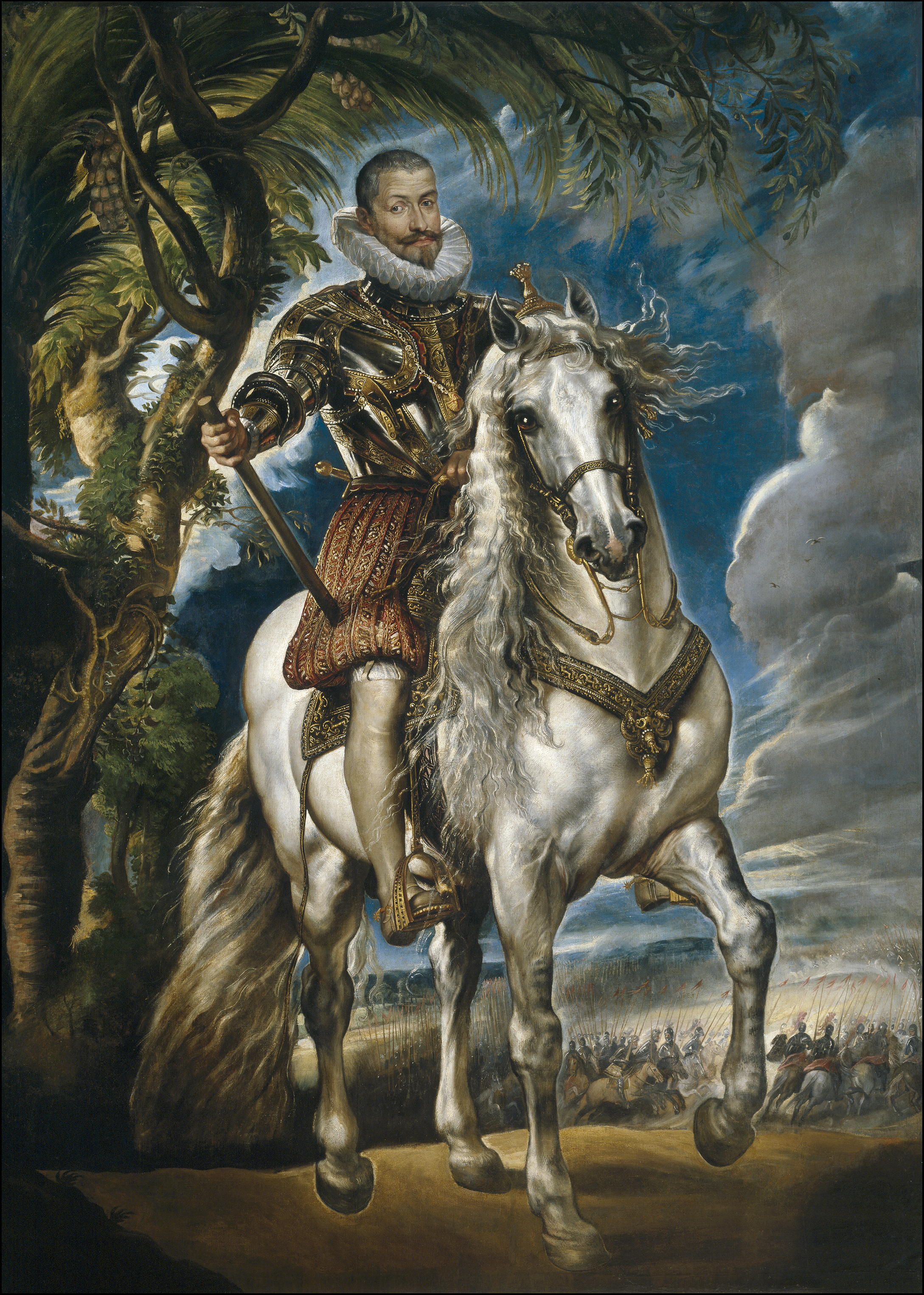
Портрет герцога Лерма кисти Рубенса

Сильным ударом для благосостояния Испании и в то же время одним из самых мрачных проявлений фанатизма был декрет 22 сентября 1609 года (изданный под влиянием архиепископа валенсийского Риберы) об изгнании из Испании морисков: он лишил страну полумиллиона трудолюбивого и зажиточного населения мавританского происхождения, католическая правоверность которого была поставлена под подозрение. Изгнанию предшествовал королевский меморандум 1600 года о предпочтении чистоты крови перед благородством происхождения. 
В 1618 году герцог Лерма попал в опалу из-за интриг придворных, в которых участвовал также его сын.
В 1619 году из страны были изгнаны цыгане.

## Внешняя политика
В 1601 году отправил в Ирландию эскадру для поддержки восставших  из 40 судов, но высадившиеся войска капитулировали, оставшись без поддержки. В 1604 году Лондонский мир удовлетворил почти все требования Испании (кроме восстановления католицизма в Англии). Испания признавала английскую монархию, а Англия прекращала поддержку Революции в Нидерландах, запрещала английским пиратам грабить испанские суда, а Ла-Манш становился свободным для испанских кораблей. Корабли этих стран могли свободно входить в морские порты для ремонта, покупки провианта и отдыха.
В Нидерландах испанцы в 1604 году взяли Остенде после трёхлетней осады, но в битве у Гибралтара в 1607 году испанский флот был полностью уничтожен. По Двенадцатилетнему перемирию в 1609 году, Испания признала независимость страны.
В 1620 году Испания вступила в Тридцатилетнюю войну, король отправил 25 000 воинов под командованием Спинолы в помощь императору. Союзная армия заняла Пфальц и в битве на Белой Горе 8 ноября 1620 года нанесла поражение протестантам.

## Колонии
В Чили с 1598 года возобновилась Арауканская война; индейцы разрушили семь городов на юге колонии и разбили испанский отряд. Испанцы начали безжалостную войну с индейцами, захватывая их в рабство. В 1605 году указом короля рабство было запрещено в колониях, но не для военнопленных индейцев. С 1612 года война с индейцами приобретает оборонительный характер, чтобы прекратить войну, индейцы мапуче и испанцы заключают мир, разорванный в 1625 году.
В 1615 году голландские корабли начинают грабить Серебряный флот у берегов Перу, доходят до Акапулько (в Новой Испании). Голландские рейды показали неспособность колоний к обороне. 
Голландцы усиливают влияние в Венесуэле, захватив Пунту-де-Арайю — богатое месторождение соли и осваивают территорию Гайаны. В 1613 году голландцы основали Парамарибо (нынешняя столица Суринама) и расширяют своё присутствие в этом районе.
В 1605 году голландцы осваивают Молуккские острова; c 1619 года они контролируют морское сообщение с этими островами и расширяют свое присутствие в этом районе; португальские купцы упрекали короля в неспособности защиты их интересов.

## Смерть
Король умер 31 марта 1621 года после лихорадки; похоронен в Королевском пантеоне Эскориала, построенном его отцом.
В известных мемуарах маршала Бассомпьера рассказан высмеивающий испанский этикет анекдот о том, что Филипп III якобы умер, угорев у камина, так как придворные не смогли вовремя отыскать единственного гранда, который имел право двигать кресло короля.

## Семья
В 1599 году Филипп III женился на Маргарите Австрийской (1584—1611), сестре императора Фердинанда II. Она родила ему восемь детей:
- Анна (Ана-Мария-Маурисия) (1601—1666), королева Франции, жена Людовика XIII.
- Мария (1603—1603)
- Филипп IV (1605—1665), король Испании Филипп IV.
- Мария Анна (1606—1646), жена императора Фердинанда III.
- Карлос Австрийский (1607—1632)
- Фердинанд Австрийский (Фернандо) (1609—1641), кардинал-инфант, штатгальтер Испанских Нидерландов
- Маргарита-Франсиска (1610—1617)
- Альфонсо (Алонсо) (1611—1612)

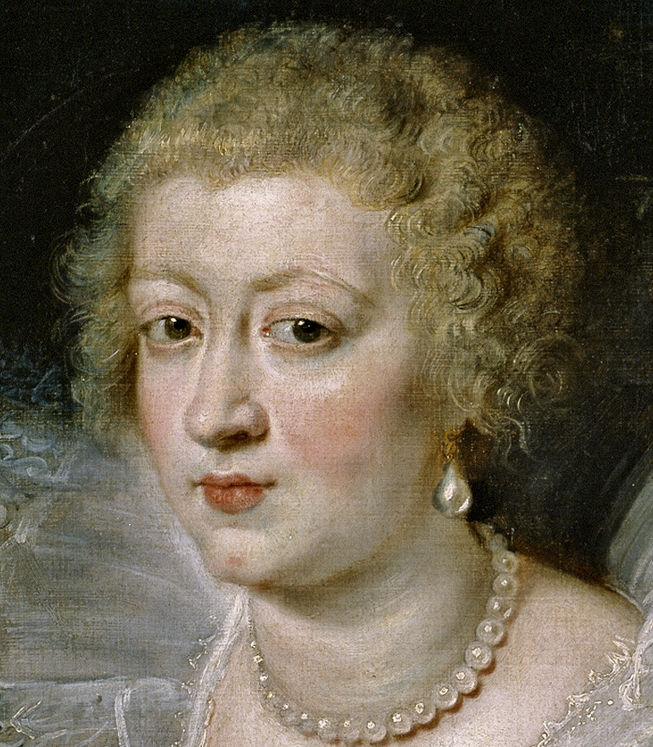
Анна
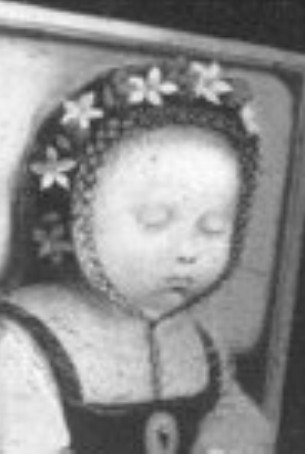
Мария
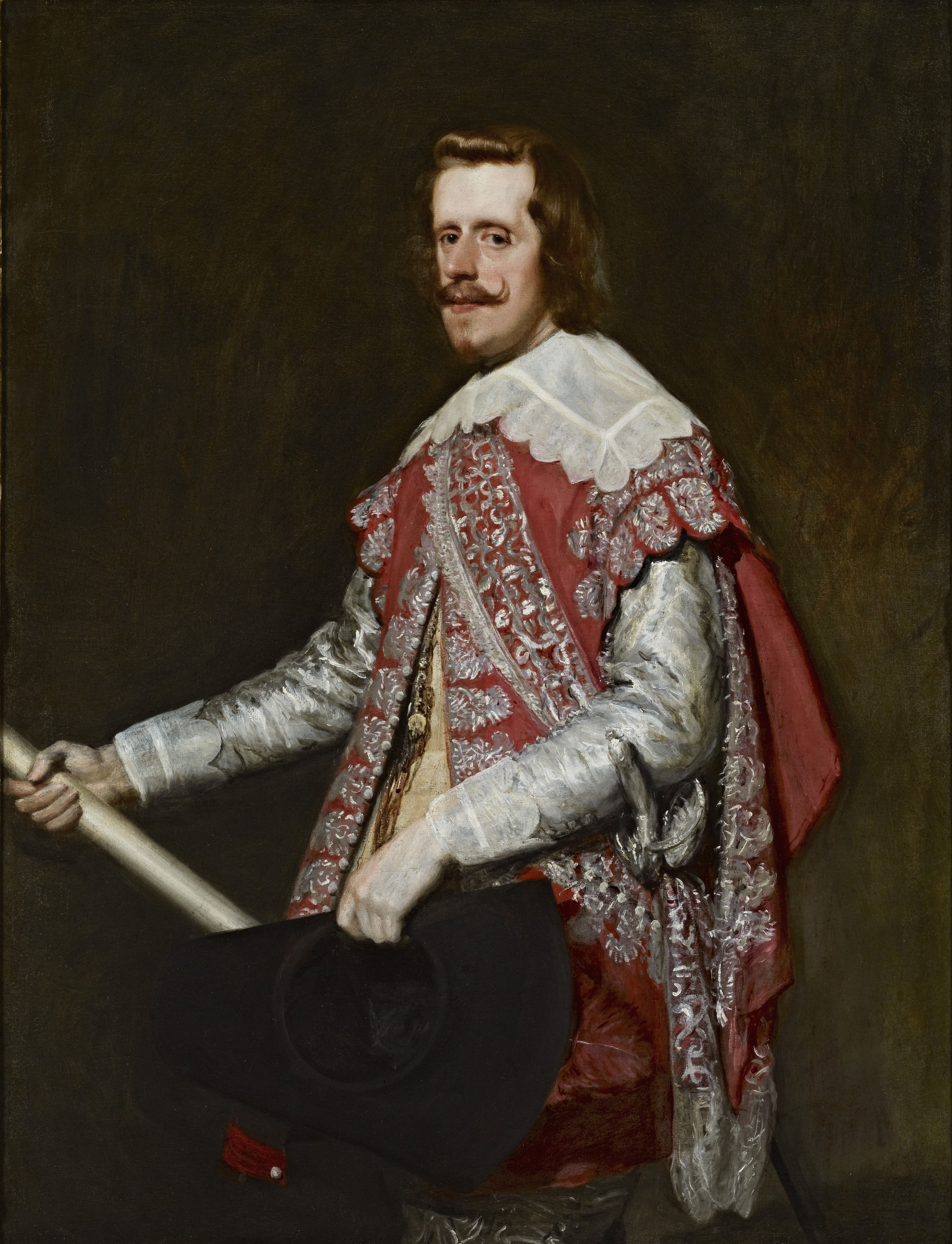
Филипп IV
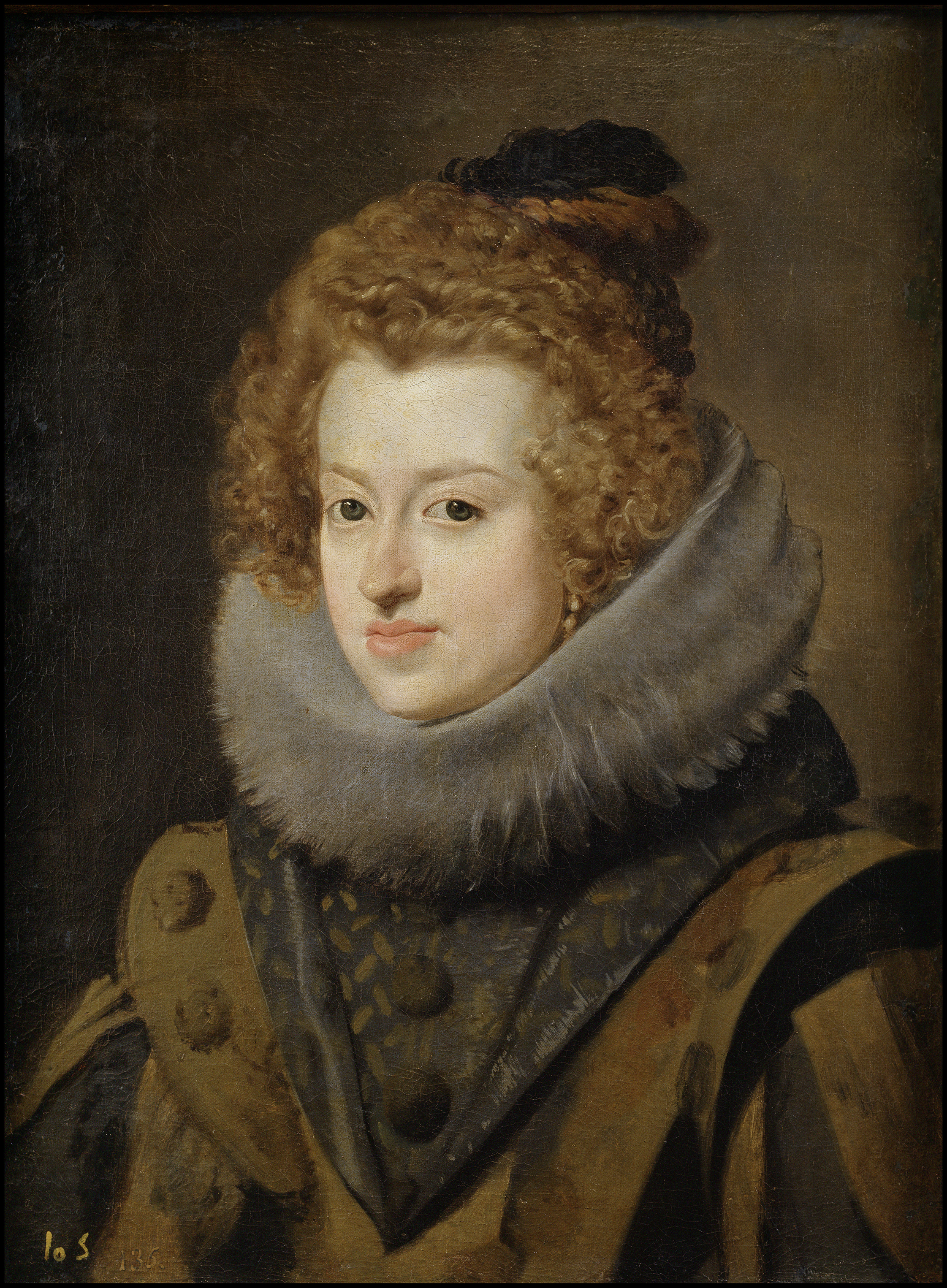
Мария Анна
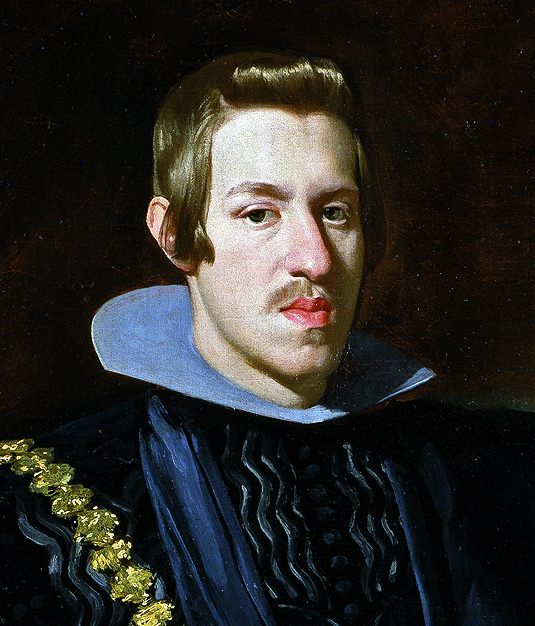
Карл
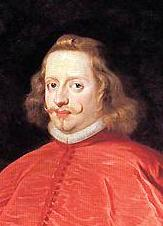
Фердинанд
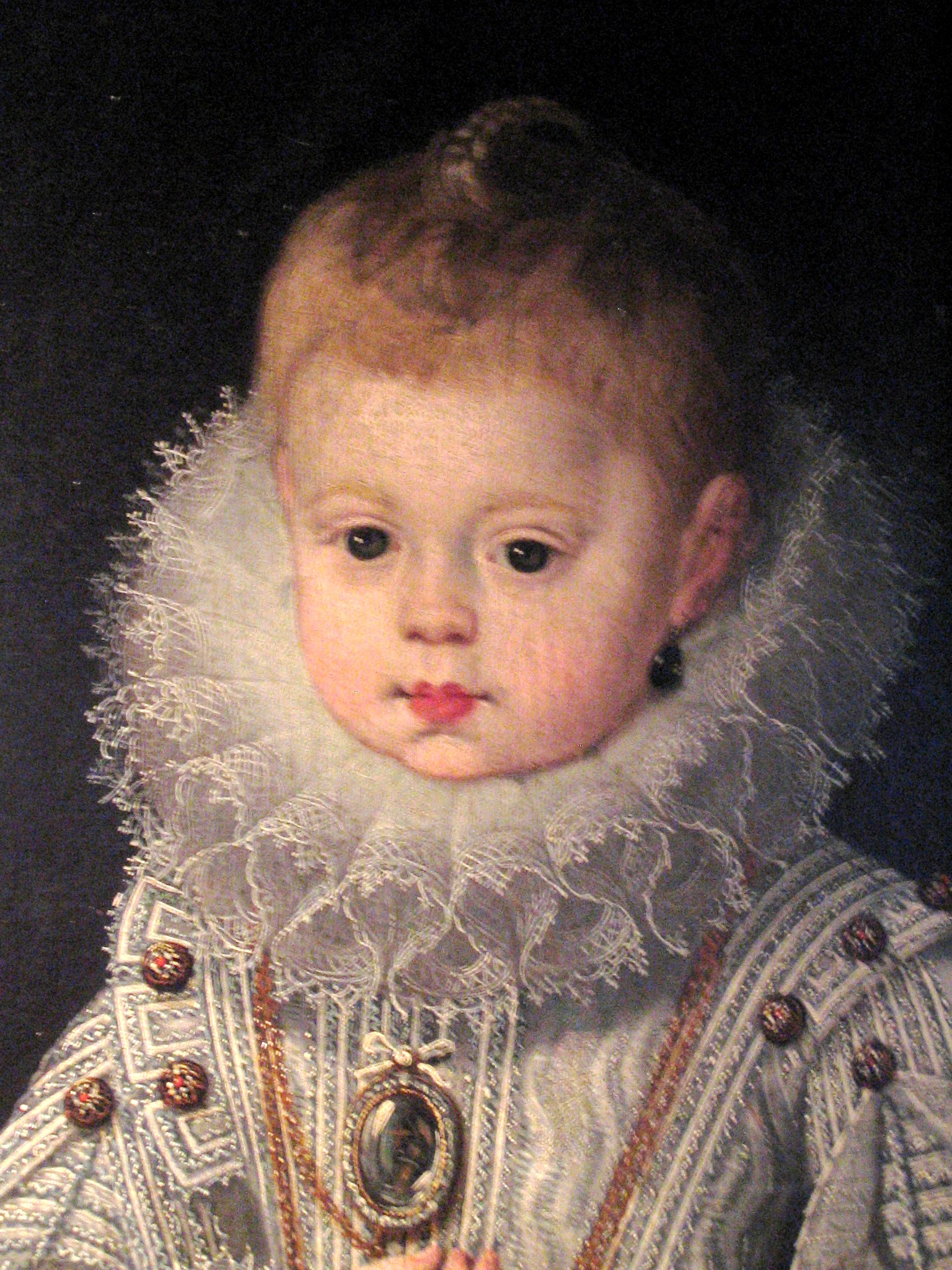
Маргарита
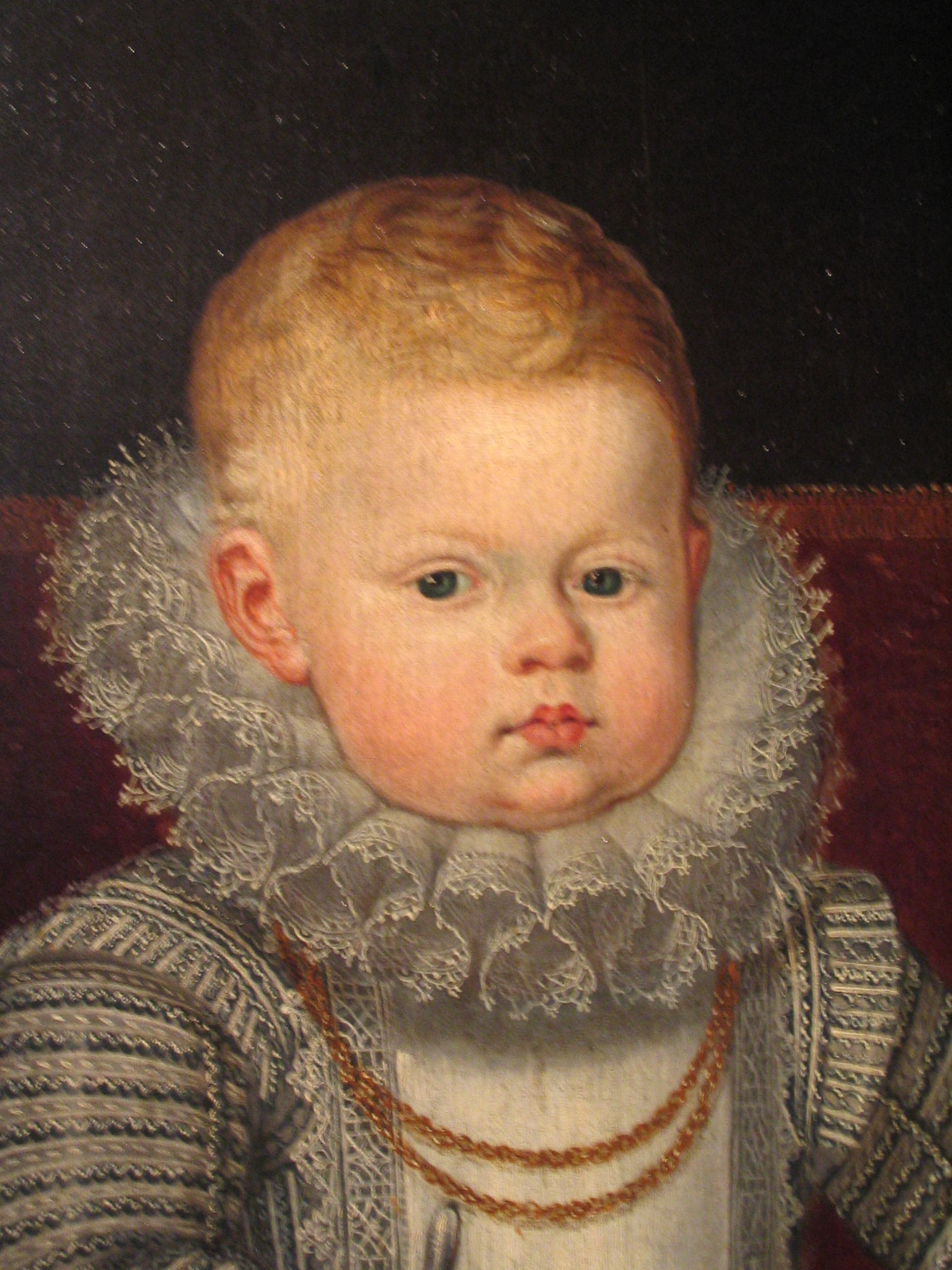
Альфонсо